# 小室浅間神社 (富士吉田市大明見)

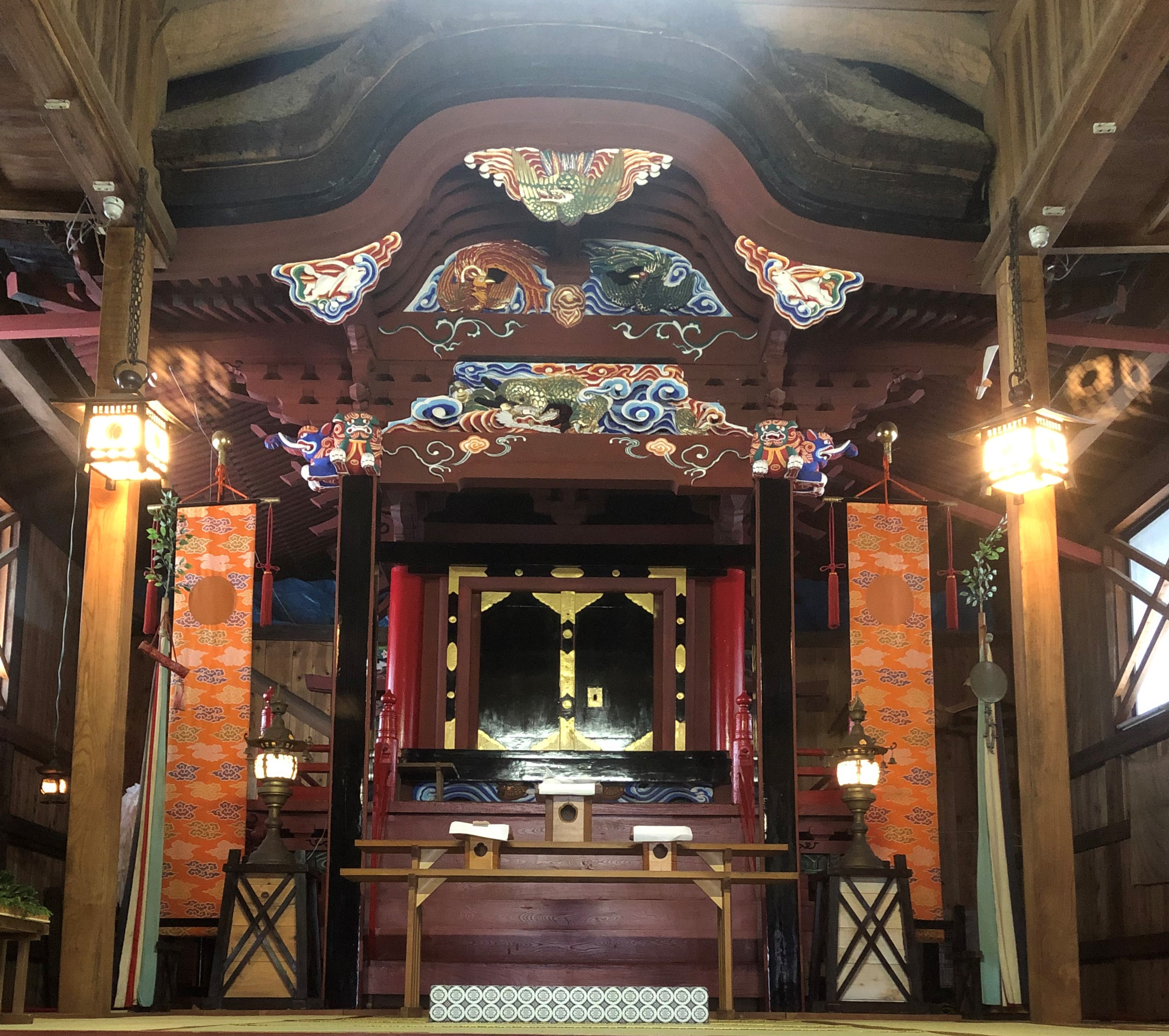
北東本宮小室浅間神社本殿（2020年撮影）。一間社入母屋造軒唐破風付き

小室浅間神社（おむろせんげんじんじゃ）は、山梨県富士吉田市大明見にある神社。旧社格は村社（神饌幣帛料供進神社）。
全国にある浅間神社の一社。旧称は阿曽谷宮守神社。「大明見小室浅間神社」「北東本宮小室浅間神社」「富士山北東本宮小室浅間神社」とも称する。御本殿は桃山時代の建造である。

## 歴史
崇神天皇6年（紀元前92年）、阿曽谷神社を鎮祭したことにより始まる。
その後、富士山噴火を鎮めるため応神天皇第二皇子が宮守を司り阿曽谷宮守神社と改称し、崇峻天皇己酉2年（589年）、厩戸皇子来たりて富士山元宮阿座眞明神と改称したと伝わる。
貞享3年（1686年）、大明見村字古屋敷（現：富士吉田市大明見一丁目）から大明見村字新屋敷（現：富士吉田市大明見二丁目）の現在地に遷座し、先に当地で祀られていた福地八幡大神社を合殿に合祀する。なお、古屋敷の旧社地には旧社（古宮）の石祠が祀られている。
国主・領主等の崇敬篤く、寛文9年（1669年）に谷村城主秋元但馬守から、宝永3年（1706年）10月に松平甲斐守から社領を献納されている。
明治5年（1872年）に大明見村の村社となり、明治42年（1909年）2月16日に神饌幣帛料供進神社に指定される。明治15年（1882年）8月7日、有栖川宮熾仁親王から御神号と御神鏡を賜る。明治19年（1886年）に「北東本宮小室浅間神社」に改称した。「小室浅間神社」とは、富士河口湖町勝山の冨士御室浅間神社の旧称で、それぞれ「阿曽谷宮守神社」は小室浅間神社に「小室浅間神社」は冨士御室浅間神社に社号を改称した。
明治16年（1883年）、宮司家である宮下家に秘匿されていた『宮下文書』（『富士古文書』・『富士古文献』）が公開される。

## 御祭神
- 木花開耶姫命（このはなさくやひめのみこと）
- 誉田別命（ほんだわけのみこと）
- 国狭槌命（くにさつちのみこと）
- 泥土煮命（ういじにのみこと）
- 上筒男命（うわつつのおのみこと）
  - 他13柱

## 境内社
- 護國神社（大明見護國神社）

## 文化財
- 大明見浅間神社のコナラ（市指定天然記念物：1994年2月1日指定）[1][2]

## 現地情報
所在地
本宮：山梨県富士吉田市大明見2丁目1-1（富士吉田市大明見148）
古宮：山梨県富士吉田市大明見1丁目36（富士吉田市大明見字古屋敷）

## 宮下文書
ここの宮司家である宮下家に伝来する古記録・古文書を総称して『宮下文書』（或いは『富士古文書』『富士古文献』）という。